# مراح شديد (بترون)
مراح شديد هي إحدى القرى اللبنانية من قرى قضاء البترون في محافظة الشمال.